# Hubert Wagner

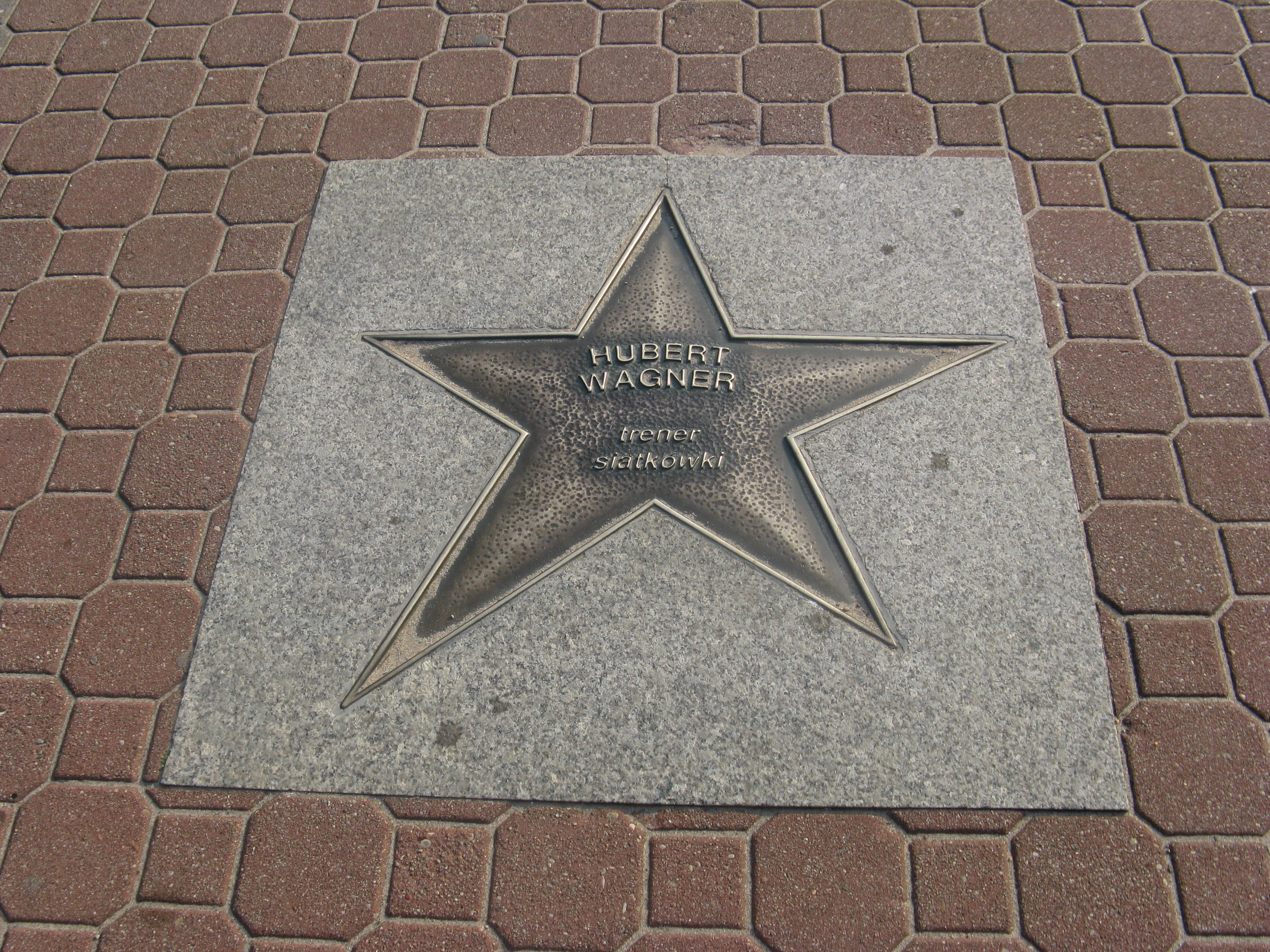
Gwiazda w Alei Gwiazd Sportu we Władysławowie

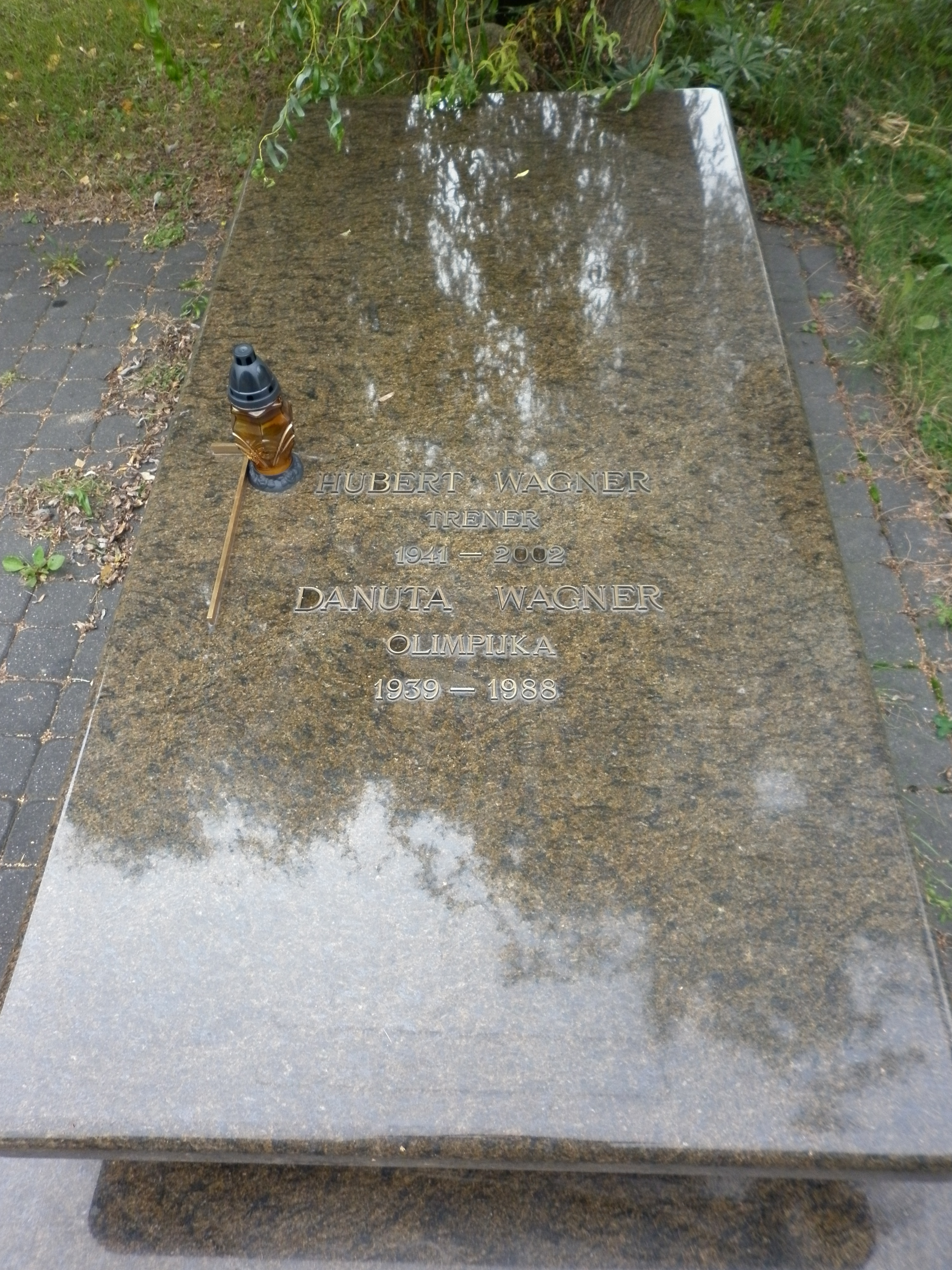
Grób Huberta Wagnera na Cmentarzu Komunalnym Północnym w Warszawie

Hubert Jerzy Wagner, właściwie Hubert Aleksander Wagner (ur. 4 marca 1941 w Poznaniu, zm. 13 marca 2002 w Warszawie) – polski siatkarz i trener siatkarski. Mąż Danuty Kordaczuk-Wagner i ojciec Grzegorza Wagnera.

## Życiorys
Ukończył studia w Akademii Wychowania Fizycznego w Warszawie (1974). Jako zawodnik grał w AZS Poznań, AZS-AWF Warszawa i Skrze Warszawa. Zdobył cztery tytuły mistrza Polski (1963, 1965, 1966, 1968), wicemistrzostwo (1967) i brązowy medal MP (1969) – wszystkie z AZS-AWF Warszawa. W reprezentacji Polski występował w latach 1963–1971 (194 mecze), będąc przez wiele lat kapitanem drużyny. Zdobył brązowy medal mistrzostw Europy w 1967 roku. Był członkiem drużyny, która na igrzyskach olimpijskich w Meksyku (1968) zajęła piąte miejsce.
Jako trener był twórcą największych sukcesów polskiej siatkówki. Znany z wielkiej surowości i wymagań, przez co zyskał sobie przydomek „Kat”. Był trenerem bardzo konsekwentnym. Prowadzona przez niego męska drużyna zdobyła mistrzostwo świata w Meksyku w 1974 roku i złoty medal olimpijski w Montrealu w 1976. W mistrzostwach Europy w 1975 roku Polacy wywalczyli srebrny medal.
W latach 1978–1979 prowadził kobiecą reprezentację Polski. Po raz drugi trenował reprezentację męską w latach 1983–1985, zdobywając kolejny srebrny medal w mistrzostwach Europy w 1983 roku. Zakwalifikowała się również na igrzyska olimpijskie w Los Angeles. Wskutek bojkotu przez Polskę igrzysk olimpijskich polscy siatkarze nie mogli wziąć udziału w igrzyskach pomimo wywalczonego sportowo awansu. W zamian za to reprezentacja wystąpiła w alternatywnych dla sportowców z krajów socjalistycznych zawodach Przyjaźń-84, gdzie Polacy zdobyli brązowy medal. Na kolejnych mistrzostwach Europy w 1985 roku reprezentacja zajęła czwarte miejsce.
Był ponadto trenerem reprezentacji Tunezji, pracował w Turcji, a w Polsce z klubowymi drużynami Legii Warszawa (z którą w 1983 r. zdobył Mistrzostwo Polski), Stilonu Gorzów i Morza Szczecin. W październiku 1996 roku został ponownie trenerem reprezentacji mężczyzn, którą prowadził do stycznia 1998 roku. Pełnił również funkcję sekretarza generalnego Polskiego Związku Piłki Siatkowej. Był też komentatorem telewizyjnym. W 1987 roku zagrał epizodyczną rolę w serialu Dorastanie. Wystąpił w piątym odcinku grając samego siebie.
Zginął w wypadku samochodowym w Warszawie na ul. Wspólnej 13 marca 2002 roku. Około godziny 11 stracił panowanie nad samochodem i uderzył w inne pojazdy. Przyczyną był zawał serca. Zmarł pomimo szybko udzielonej pomocy medycznej.
22 października 2010 roku został przyjęty do amerykańskiej galerii siatkarskich sław (ang. Volleyball Hall of Fame)

## Osiągnięcia

### Siatkarz
Osiągnięcia klubowe
- 1962/1963 – Mistrzostwo Polski (AZS-AWF Warszawa)
- 1963/1964 – Czwarte miejsce w mistrzostwach Polski, ćwierćfinał Pucharu Europy (AZS-AWF Warszawa)
- 1964/1965 – Mistrzostwo Polski (AZS-AWF Warszawa)
- 1965/1966 – Mistrzostwo Polski, ćwierćfinał Pucharu Europy (AZS-AWF Warszawa)
- 1966/1967 – Wicemistrzostwo Polski, ćwierćfinał Pucharu Europy (AZS-AWF Warszawa)
- 1967/1968 – Mistrzostwo Polski (AZS-AWF Warszawa)
- 1968/1969 – Trzecie miejsce w mistrzostwach Polski, ćwierćfinał Pucharu Europy (AZS-AWF Warszawa)
- 1969/1970 – Drugie miejsce w II lidze, czwarte miejsce w Pucharze Polski (Skra Warszawa)
- 1970/1971 – Pierwsze miejsce w II lidze (Skra Warszawa)
- 1971/1972 – Czwarte miejsce w mistrzostwach Polski (Skra Warszawa)
- 1972/1973 – Ósme miejsce w mistrzostwach Polski (Skra Warszawa)

Reprezentacja Polski
194 występy w latach 1963–1971
- 1963 – Szóste miejsce w mistrzostwach Europy w Rumunii
- 1966 – Szóste miejsce w mistrzostwach świata w Czechosłowacji
- 1967 – Brązowy medal w mistrzostwach Europy w Turcji
- 1968 – Piąte miejsce na igrzyskach olimpijskich w Meksyku
- 1969 – Ósme miejsce w Pucharze Świata w NRD
- 1970 – Piąte miejsce w mistrzostwach świata w Bułgarii
- 1971 – Szóste miejsce w mistrzostwach Europy we Włoszech

### Trener
Reprezentacja Polski mężczyzn
- 1973 – Srebrny medal w Pucharze Przyjaźni w Czechosłowacji
- 1974 – Złoty medal w mistrzostwach świata w Meksyku
- 1975 – Srebrny medal w mistrzostwach Europy w Jugosławii
- 1976 – Złoty medal na igrzyskach olimpijskich w Montrealu
- 1983 – Srebrny medal w mistrzostwach Europy w NRD
- 1984 – Brązowy medal Igrzysk Przyjaźni na Kubie
- 1985 – Czwarte miejsce w mistrzostwach Europy w Holandii
- 1997 – Drugie miejsce i awans w turnieju kwalifikacyjnym do mistrzostw świata

Reprezentacja Polski kobiet
- 1978 – Jedenaste miejsce w mistrzostwach świata w ZSRR
- 1979 – Ósme miejsce w mistrzostwach Europy we Francji

Reprezentacja Tunezji mężczyzn
- 1987 – Złoty medal mistrzostw Afryki w Tunisie
- 1988 – Dwunaste miejsce na igrzyskach olimpijskich w Seulu

Legia Warszawa
- 1977/1978 – Trzecie miejsce w mistrzostwach Polski
- 1978/1979 – Czwarte miejsce w mistrzostwach Polski
- 1979/1980 – Trzecie miejsce w mistrzostwach Polski
- 1980/1981 – Wicemistrzostwo Polski
- 1981/1982 – Wicemistrzostwo Polski, srebrny medal Pucharu Polski
- 1982/1983 – Mistrzostwo Polski, brązowy medal Pucharu Polski
- 1984/1985 – Wicemistrzostwo Polski
- 1999/2000 – Dziesiąte miejsce w mistrzostwach Polski

Filament Bursa
- 1986/1987 – Wicemistrzostwo Turcji

Halkbank Ankara
- 1991/1992 – Mistrzostwo Turcji
- 1992/1993 – Mistrzostwo Turcji

Stilon Gorzów
- 1994/1995 – Piąte miejsce w mistrzostwach Polski

POL-AM
- 1996 – Złoty medal otwartych mistrzostw USA

Bosman Morze Szczecin
- 1997/1998 – Piąte miejsce w mistrzostwach Polski (trener koordynator)
- 1998/1999 – Czwarte miejsce w mistrzostwach Polski

Skra Warszawa (kobiety)
- 1996/1997 – Piąte miejsce w mistrzostwach Polski

Dick Black Andrychów (kobiety)
- 1997/1998 – Wicemistrzostwo Polski

## Szkoły i obiekty sportowe nazwane imieniem i nazwiskiem Huberta Wagnera
Szkoły:
- Gimnazjum nr 13 im. Huberta Jerzego Wagnera w Olsztynie
- Gimnazjum nr 13 im. Huberta Jerzego Wagnera w Katowicach
- Szkoła Podstawowa nr 352 im. Huberta Jerzego Wagnera w Warszawie
- Gimnazjum nr 17 im. Huberta Jerzego Wagnera w Częstochowie
- Miejski Zespół Szkół nr 2 im. Huberta Jerzego Wagnera w Będzinie
- Zespół Szkół nr 26 im.Huberta Jerzego Wagnera w Bydgoszczy
- Szkoła Podstawowa nr 10 im. Huberta Jerzego Wagnera w Dębicy

Obiekty sportowe:
- Hala Sportowa im. Huberta Wagnera w Pyskowicach
- Hala Sportowa im. Huberta Wagnera w Szczytnie

## Memoriał Huberta Jerzego Wagnera
Od 2003 roku w Polsce jest organizowany turniej siatkarski – Memoriał Huberta Jerzego Wagnera. W latach 2003–2008 odbywał się w Olsztynie (choć niektóre mecze odbywały się także w Iławie, Ostródzie oraz w Elblągu), rok później w łódzkiej Atlas Arenie, w roku 2010 w bydgoskiej Łuczniczce, natomiast w 2011 roku w katowickim Spodku, zaś w 2012 roku Memoriał odbył się w Centrum Rekreacyjno Sportowym w Zielonej Górze. W 2013 roku turniej odbył się na Orlen Arenie w Płocku, a w 2014 roku – na Kraków Arenie, a w 2015 roku w Toruniu. W roku 2017 znów rozegrany został znów na Tauron Arenie Kraków. Memoriał ten siedmiokrotnie w swojej historii wygrali Polacy, dwukrotnie Holendrzy oraz Brazylijczycy, a raz Rosjanie, Włosi i Niemcy.

## W filmie
W roku 1976 powstał biograficzny „Kat – Hubert Jerzy Wagner” – archiwalny film dokumentalny.
Hubert Wagner wystąpił w 5. odcinku serialu telewizyjnego Dorastanie z 1987 roku, gdzie zagrał samego siebie z roku 1976. W filmie trener odwiedza miejscowość Kobylnica, gdzie pomaga jednemu z bohaterów organizować wiejską drużynę siatkarską.
W 2024 roku powstał 52-minutowy film „Legenda. Hubert Jerzy Wagner” w reżyserii Wojciecha Królikowskiego, na podstawie scenariusza Wojciecha Jędrzejewskiego.